# Phaonia flavicornis
Phaonia flavicornis este o specie de muște din genul Phaonia, familia Muscidae, descrisă de Stein în anul 1913. Conform Catalogue of Life specia Phaonia flavicornis nu are subspecii cunoscute.